# Milan Hort
Milan Hort (ur. 6 lutego 1953 w miejscowości Červený Kameň) – słowacki polityk i samorządowiec, burmistrz miasta Nová Dubnica (1990–1994), wiceprzewodniczący KDH i SDKÚ-DS, od 1998 do 2012 poseł do Rady Narodowej.

## Życiorys
W 1977 ukończył studia na wydziale handlu Wyższej Szkoły Ekonomicznej w Bratysławie, po czym pracował w branży handlu wewnętrznego.
W 1990 wstąpił do KDH, zasiadał w jej władzach centralnych, a także był wiceprzewodniczącym partii ds. polityki lokalnej (1997). W 2000 znalazł się wśród założycieli SDKÚ.
W latach 1990–1994 sprawował funkcję burmistrza miasta Nová Dubnica. W 1998 uzyskał mandat posła do Rady Narodowej z ramienia Słowackiej Koalicji Demokratycznej, następnie zaś reelekcję w kolejnych wyborach z listy SDKÚ (SDKÚ-DS). W latach 2006–2010 pełnił funkcję wicemarszałka Rady Narodowej. W 2012 nie został ponownie wybrany.
Współzałożyciel i działacz klubu burmistrzów miast Słowacji oraz Związku Miast Słowacji, pełnił obowiązki wiceprezesa tych organizacji. Został też prezesem klubu sportowego Spartak w miejscowości Dubnica nad Váhom.